# Никольское (Мещовский район)
Нико́льское (Никольское на Серене, Забродское ) — село в Мещовском районе Калужской области, в составе сельского поселения «Железнодорожная станция Кудринская».

## География
Расположено на левом берегу реки Серёны, напротив летописного города Серенска. Рядом остановочный пункт (платформа) Киевского направления МЖД Липицы и село Домашевского Щебзавода.

## Население
| 2002 | 2010 |
| ---- | ---- |
| 9    | ↗10  |

## История
В прошлом сельцо Конецпольской волости Мещовского уезда Калужской губернии. В XIX—XX веках здесь располагались имение и усадьба князей Кропоткиных. В Никольском неоднократно бывал известный революционер, теоретик анархизма и учёный П. А. Кропоткин (1842—1921).

Против Серенска лежит на левом берегу Серены живописное село Никольское, которое хорошо виднеется с железнодорожного моста через Серену. В этом селе проводил свое детство известный эмигрант, социолог и публицист, князь П. А. Кропоткин...— Д. И. Малинин
В 1908 году имение и все постройки были проданы одной из наследниц А. П. Кропоткина (1805—1871) за 45 тыс. руб. горному инженеру В. В. Ярмонкину.
После 1917 года в главном здании усадьбы располагался сельский клуб, который полностью сгорел в 1927 году. Каменное здание церкви во имя Казанской иконы Божьей Матери разрушено. Сохранились отдельные участки регулярного парка и садов.
В 1913 году в сельце Забродском постоянно проживало 320 человек, из которых 157 мужчин и 163 женщины.
В годы Великой Отечественной войны, после освобождения от немецкой оккупации в 1942 году, в Никольском на базе 205-го запасного полка 10-й армии располагалась школа младшего командного состава РККА, в которой готовили сержантов с полным циклом обучения — полтора месяца.

## Комментарии
1. ↑  Ныне деревня в Мещовском районе Калужской области.
2. ↑  После 1918 года — село Никольское